# Sol de Miami
Le Sol de Miami (en anglais Miami Sol, « le Soleil de Miami ») est une ancienne franchise de basket-ball féminin de la ville de Miami, appartenant à la WNBA qui rejoignit la ligue en 2000.
La franchise jouait ses matches à domicile à l’American Airlines Arena en tant que franchise-sœur du Heat de Miami (NBA). Elle disparut après la fin de la saison 2002 à cause de problèmes financiers.

## Joueuses célèbres
- Marlies Askamp
- Elena Baranova
- Sandy Brondello
- Katrina Colleton
- Debbie Black
- Milena Flores
- Pollyanna Johns-Kimbrough
- Betty Lennox
- Vanessa Nygaard
- Kristen Rasmussen
- Ruth Riley
- Sheri Sam